# میخال سوخانک
میخال سوخانک (چکی: Michal Suchánek؛ زادهٔ ۲۷ october ۱۹۸۷ (۳۷ سال)) بازیگر اهل کانادا است که در کشور سابق چکسلواکی به دنیا آمده بود..